# افسانه‌های کودکان
افسانه‌های کودکان به گروهی از افسانه‌ها گفته می‌شود که مخاطبان آن کودکان در گروه سنی پیش دبستان و دبستان (سال‌های سه سالگی تا یازده سالگی) هستند. افسانه‌های کودکان کهن‌ترین گونه ادبی برای این گروه سنی بوده‌است که پیشینه آن به چندین هزار سال می‌رسد. در حقیقت افسانه‌های کودکان اولین گونه ادبی بوده‌است که انسان از روزگار آشنایی با زبان و کارکردهای ادبی زبان برای کودکان ساخت و پرداخت تا با استفاده از این افزار و شگرد بتواند هم آن‌ها را سرگرم کند و هم سنت‌ها و آموزه‌های زیستی را از راهی غیرمستقیم به آن‌ها منتقل سازد. افسانه‌های کودکان به‌سبب پیشینه دراز و پیوند با فرهنگ شفاهی انباشته از رازها و رمزهای هزاران ساله انسان و چگونگی بازتاب آن در قالب‌های ادبی بوده‌است. افسانه‌های کودکان گونه‌های گوناگون مانند افسانه‌های با درونمایه روان‌شناختی و افسانه‌های با درونمایه معیشتی دارد. برای نمونه افسانه‌ای که در آن ملکه کلاغ‌ها در برابر آزادی به رها کننده خود دیگچه‌ای جادویی می‌دهد تا با زدن به درون آن پر از خوراک شود، بازتاب دهنده نیاز و آروزهای همیشگی آدمی به رسیدن به خوراک به ویژه در روزگارهای سخت و تنگ سالی بوده‌است.

## گونه‌شناسی افسانه‌ها برپایه زمان پیدایش
- افسانه‌های کهن
- افسانه‌های نو

## گونه‌شناسی افسانه‌ها برپایه کالبد
- افسانه‌های بلند
- افسانه‌های کوتاه
- افسانه‌های استعاری
- افسانه‌های جانوری
- افسانه‌های دیو و دد

## گونه‌شناسی افسانه‌ها برپایه کارکرد
- افسانه‌های روان شناختی
- افسانه‌های سرگرم کننده
- افسانه‌های طنز
- افسانه‌های معیشتی
- افسانه‌های پهلوانی
- افسانه‌های سحر و جادو( پریان)
- افسانه‌های تربیتی و آموزشی

## پیوندها
کتابک، دریچه‌ای به جهان خواندن 